# Tamires Morena Lima
Tamires Morena Lima de Araújo (Rio de Janeiro, 1994. május 26. –) brazil válogatott kézilabdázó, beálló. 2022 óta a román CS Gloria Bistrița-Năsăud játékosa.

## Pályafutása
Számos klubcsapatban játszott; Magyarországon a Győri Audi ETO KC-ben, a Mosonmagyaróvári KC SE-ben és a Kisvárdai KC-ben szerepelt.
2021-ben a Közép- és Dél-Amerikai bajnokságon aranyérmes brazil válogatott tagjaként az All-Star csapatba is beválasztották.